# Spargania subrubescens
Spargania subrubescens là một loài bướm đêm trong họ Geometridae.